# Ciudad Naufragio
Ciudad Naufragio es el disco debut como solista del cantante peruano Pelo Madueño, lanzado en 2004. El disco fue grabado en España y contó con la presencia del músico de nacionalidad española Joaquín Sabina, con quien se interpreta a dúo el tema "Nuestro secreto".

## Lista de canciones
1. Naufragio City
2. Alma de 80's
3. ¿Quién demonios ha escondido el color?
4. Nuestro Secreto (dúo con Joaquín Sabina)
5. Al final del Camino
6. Christine
7. Out the dope
8. Aleluya
9. Deberías morir
10. A todo o nada
11. Baby
12. De regreso a casa
13. Mujer Maldita
14. Mentiras (Daniela Romo)